# Malammore
| Recensione           | Giudizio |
| -------------------- | -------- |
| Rockit               | positivo |
| Rolling Stone Italia |          |
| Rockol               |          |

Malammore è il terzo album in studio del rapper italiano Luchè, pubblicato il 15 luglio 2016 dalla Roccia Music e dalla Universal Music Group.
L'album contiene anche i due singoli del 2015 E 'cumpagn mie e Nisciun, inclusi come tracce bonus.

## Tracce
Testi di Luca Imprudente, eccetto dove indicato.
1. Violento – 3:26 (musica: Samuele Maisa)
2. Il mio nome – 3:40 (musica: Luca Imprudente, Rosario Castagnola, Sarah Tartuffo)
3. O' primmo ammore – 3:35 (musica: Rosario Castagnola)
4. Bello (feat. Gué Pequeno) – 4:42 (testo: Luca Imprudente, Cosimo Fini – musica: Francesco Fedele)
5. Fin qui (feat. CoCo) – 4:13 (testo: Luca Imprudente, Corrado Migliaro – musica: Daniele Lusin)
6. Che Dio mi benedica – 3:39 (musica: Sarah Tartuffo)
7. Per la mia città – 3:43 (musica: Rosario Castagnola, Sarah Tartuffo, Luca Imprudente)
8. E' sord – 3:06 (musica: Luca Imprudente)
9. Non mi va – 4:05 (musica: Rosario Castagnola)
10. Lo stesso viso (feat. Da Blonde) – 3:27 (testo: Luca Imprudente, Daniela Napoletano – musica: Rosario Castagnola)
11. Quando non ero nessuno – 3:21 (musica: Sarah Tartuffo)
12. Cos'hai da dire (feat. CoCo) – 4:36 (testo: Luca Imprudente, Corrado Migliaro – musica: Guido Parisi)
13. Ti amo – 4:26 (testo: Samuele Masia)
14. Quelli di ieri (feat. Baby K) – 3:33 (testo: Luca Imprudente, Claudia Nahum – musica: Luca Imprudente)
15. Il mio ricordo – 5:54 (musica: Luca Imprudente)
16. Andrò via da qui – 3:31 (musica: Luca Imprudente)
17. Devi amarmi – 3:40 (musica: Guido Parisi)
18. E 'cumpagn mie (bonus track) – 3:59 (musica: Guido Parisi)
19. Nisciun (bonus track) – 4:08 (musica: Guido Parisi)

## Formazione
Musicisti
- Luchè – voce
- Gué Pequeno – voce aggiuntiva (traccia 4)
- CoCo – voce aggiuntiva (tracce 5 e 12)
- Da Blonde – voce aggiuntiva (traccia 10)
- Baby K – voce aggiuntiva (traccia 14)

Produzione
- Star-T-Uffo – produzione (tracce 1, 6, 7 e 11)
- Pherro – produzione (tracce 1 e 13)
- D-Ross – produzione (tracce 2, 3, 7 e 10)
- Luchè – produzione (tracce 2, 7, 8, 14, 15 e 16)
- DJ Fedele – produzione (traccia 4)
- Haru – produzione (traccia 5)
- Geeno – produzione (tracce 12, 17, 18 e 19)

## Classifiche
| Classifica (2016) | Posizione massima |
| ----------------- | ----------------- |
| Italia            | 2                 |
| Svizzera          | 92                |